# フルラッハ
フルラッハ (ドイツ語: Hurlach) はドイツ連邦共和国バイエルン州オーバーバイエルン行政管区のランツベルク・アム・レヒ郡に属す町村（以下、本項では便宜上「町」と記述する）で、イグリング行政共同体を構成する自治体の一つである。

## 地理

### 自治体の構成
この町は、公式には2つの地区 (Ort) からなる。このうち小集落や孤立農場などを除く集落は首邑のフルラッハのみである。

## 歴史
フルラッハはドンナースベルク男爵領に属した。この村はバイエルン選帝侯領の一部であったが、フルラッハを首邑とするホーフマルク（農場共同体としての村）を形成していた。フルラッハ1140年に初めて文献に記録されている。12世紀にフルラッハ治めたフルンローエ家は、当時バイエルン公の地位を占めていたヴェルフェン家の封臣であった。フルラッハは1180年にヴィッテルスバッハ家の所領となった。一旦はホーエンシュタウフェン家のものとなったが、その断絶により1268年に最終的にバイエルン領となった。フルンローエ家以降、フルラッハの荘園主あるいは城主になったものは、ギーセン家、フォン・フィレンバッハ家、モイティング家、ピンメル家、ハウク家、マンリヒ家、フッガー家、ランゲンマンテル家、ペムラー家、フォン・ドンナースベルク家、カルヴィンスキー家、フォン・デア・ライエン家、ホルラッハ家、フォン・シュヌルバイン家がある。1965年に城館は「子供村連盟」の所有となり、小児精神病ステーションが設けられた。1972年からは国際キリスト教組織「Jugend mit einer Mission（使命を帯びた若者）」がこの城を拠点にしている。町の教会の塔はランツベルク郡で最も古い教会塔である。教会の本堂は1500年頃、内装調度は17世紀のものである。町の南に絵のようなマルガレーテ礼拝堂がある。司祭館は1854年の建築である。フルラッハ城は1610年頃にマックス・フッガーによって建設され、1899年に改築された。この城館は4つの隅塔と古い小屋組構造を有する長方形の建物で、内部は後期ゴシック様式のヴォールト装飾が施されている。
コロニー・フルラッハには、1944年8月から1945年4月までダッハウ強制収容所の分施設であるランツベルク/カウフェリング外部収容所第4収容所があり、収容された男女収容者らは、地下工場建設やレヒフェルト飛行場建設といった強制労働に従事させられた。360人の犠牲者が収容所墓地に葬られ、主にユダヤ人からなる収容者のための祈念碑が建立されている。

### 人口推移
- 1970年 903人
- 1987年 1,075人
- 2000年 1,395人
- 2005年 1,600人

## 行政
町長は、2020年からアンドレアス・グラッツ (CSU) が務めている。
町議会は12人の議員からなる。

### 紋章
図柄: 頂部は黒。その下は銀と赤の斜め格子である。

## 文化と見所
- フルラッハ城: プロテスタント系布教組織「Jugend mit einer Mission」が入っている。
- フルラッハ町立博物館

## 引用
1. ↑  https://www.statistikdaten.bayern.de/genesis/online?operation=result&code=12411-003r&leerzeilen=false&language=de Genesis-Online-Datenbank des Bayerischen Landesamtes für Statistik Tabelle 12411-003r Fortschreibung des Bevölkerungsstandes: Gemeinden, Stichtag (Einwohnerzahlen auf Grundlage des Zensus 2011)
2. ↑  Bayerische Landesbibliothek Online
3. ↑  Gedenkstätten für die Opfer des Nationalsozialismus. Eine Dokumentation, Band 1. Bundeszentrale für politische Bildung, Bonn 1995, ISBN 3-89331-208-0, S. 149
4. ↑  “Kommunalwahl 2020 in Hurlach: Alle Ergebnisse zur Bürgermeister- und Gemeinderat-Wahl”. (2020年3月15日) 2021年4月4日閲覧。